# Tüschenmühle
Die Tüschenmühle ist eine ehemals an der Nette gelegene Wassermühle in Nettetal-Leuth mit einem unterschlächtigen Wasserrad.

## Geographie
Die Tüschenmühle hatte ihren Standort an der Nette, Perdsveen 36, im Stadtteil Leuth in der Stadt Nettetal im Kreis Viersen in Nordrhein-Westfalen. Das Gelände an der Tüschenmühle hat hier eine Höhe von ca. 42 m über NN.
Die Pflege und Unterhaltung der Nette obliegt dem Netteverband, der in Nettetal seinen Sitz hat.

## Geschichte
Die Tüschenmühle soll in Wirklichkeit Fuchsmühle geheißen haben. Im Jahre 1758 hatten die Leuther Gemeindeväter zu dieser Mühle ausgesagt, dass sie eine Vorläuferin der Leuther Mühle gewesen sein soll, man habe sie lediglich näher zum Dorf hin versetzt. Ebenso sollen Fundamentreste aus einer Pfahlgründung entdeckt worden sein. Diese Aussagen lassen jedoch für Spekulationen Platz.
Eines ist festzuhalten: Es gibt die heutige Leuther Mühle mit einem angegebenen Baujahr von 1738 als Wassermühle. Weiter gibt es in etwa 500 m Entfernung die Gebäude der Tüschenmühle mit einem angegebenen Baujahr von 1752 in Ankersplinten. Diese Gebäude werden als Wohngebäude genutzt. Beide Mühlen sind in der Tranchotkarte von 1802/04 erwähnt.

## Galerie

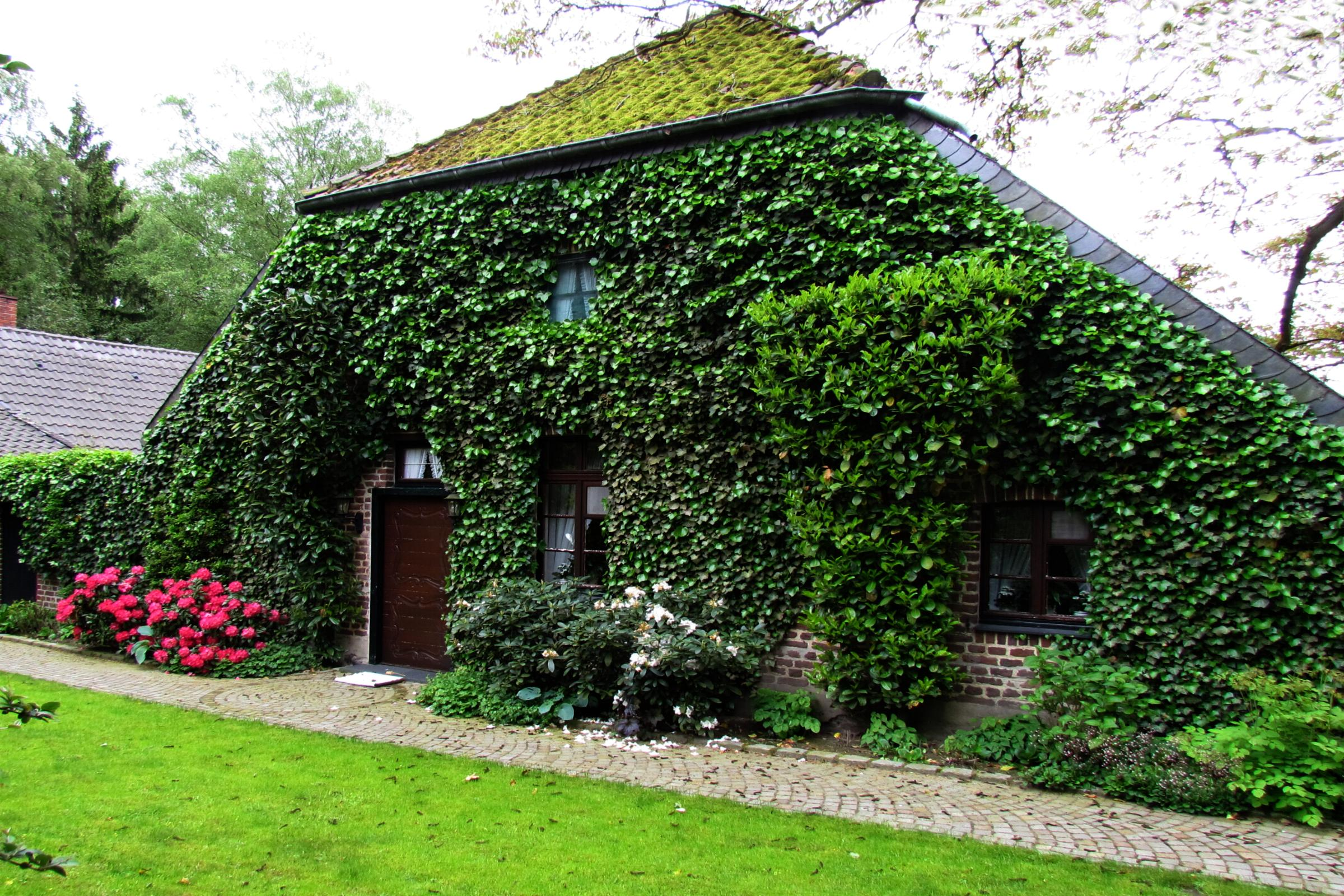
Wohn- und Wirtschaftshaus
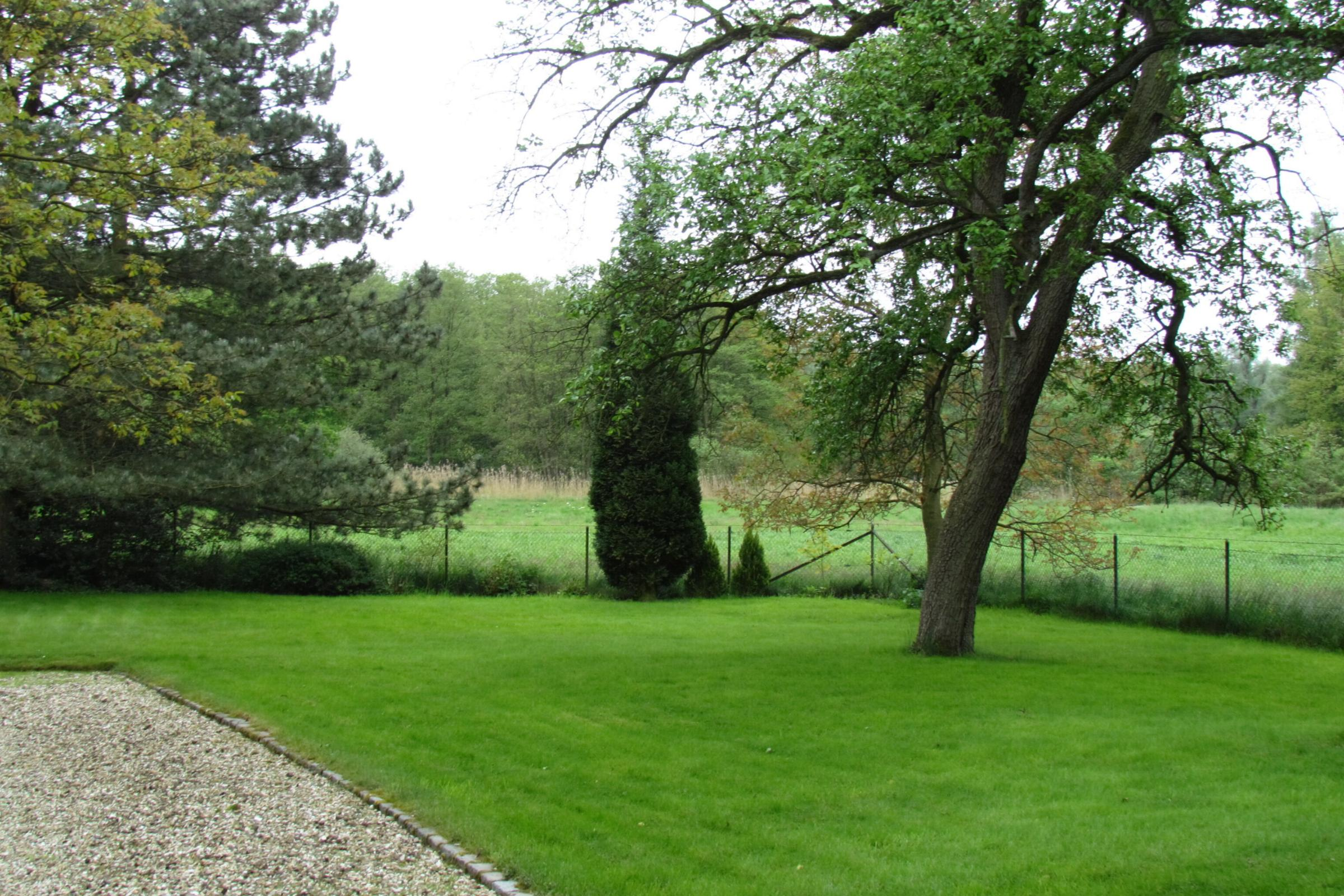
Grünflächen an der Tüschenmühle
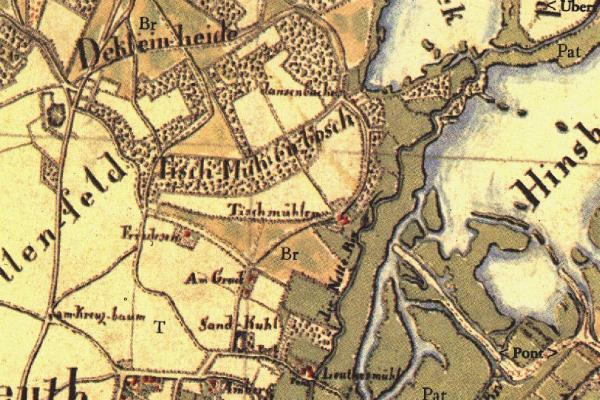
Tranchotkarte Nr. 34 1802/04

## Denkmaleintrag
1752; 20. Jahrhundert, eingeschossig mit nicht durchgezogenen Achsen und Krüppelwalmdach; Backstein mit Ankersplinten; von 1752 noch die Fassade und ein Teil der rechten Seitenfront, 1930 stark erneuert
Denkmalliste Nettetal Nr. 135, Eintrag: 14. Februar 1989